# Trambaix
Trambaix (читается: Трамба́йч) — современная трамвайная система в Барселоне, одна из трёх трамвайных систем города. Действует с 2004 года. Имеет три маршрута.

## История
Опытная трамвайная линия, ставшая впоследствии частью системы Trambaix, была открыта летом 1997 года. Эта однопутная линия длиной 700 метров проходила по улице Avinguda Diagonal между Plaça de la Reina Maria Cristina и Carrer d’Entença. Первым трамваем, использовавшимся на линии, был трамвай № 2047 из Гренобля. После этого, с середины сентября до конца ноября на линии работал трамвай Combino. За пять месяцев работы линии услугами трамвая воспользовалось 400 000 пассажиров.
Эксперимент был признан успешным, и в ноябре 1998 года было принято решение о строительстве «серьёзной» трамвайной системы. В апреле 2000 года в качестве подрядчика строительства и поставщика подвижного состава (19 трамваев Citadis 302) был выбран французский консорциум Alstom. Проект был окончательно утверждён в апреле 2001 года, а в июне того же года начались строительные работы.
Система Trambaix была пущена в эксплуатацию 3 апреля 2004 года. В январе 2006 года линия Т3 была продлена от Sant Marti de l’Erm до Consell Comarcal на расстояние 2,2 км. Позднее Т3 была продлена ещё на 600 м от Consell Comarcal до Torreblanca, в результате чего сеть Trambaix достигла запланированной длины в 15,1 км.

## Будущее
В будущем планируется объединение двух сетей барселонского трамвая (Trambaix и Trambesos). Наиболее короткой трассой для соединительной линии была бы улица Avinguda Diagonal, которая уже используется обеими линиями (Trambaix использует южную часть улицы, Trambesos — северную). Однако промежуточная часть улицы перегружена транспортом, в связи с чем рассматриваются альтернативные варианты соединения сетей: через тоннель или по параллельным улицам.

## Описание системы
Сеть имеет три маршрута (Т1, Т2 и Т3), при этом Т1 фактически является укороченным вариантом Т2 (эти маршруты полностью совпадают, но Т2 длиннее). Сеть имеет «вилкообразную» форму, имеется общий участок, обслуживаемый всеми тремя маршрутами (от Francesc Macià до Montesa), ответвление до Sant Martí de l’Erm обслуживается маршрутом Т2 (маршрут Т1 короче Т2 на несколько остановок), ответвление до Sant Feliu-Consell Comarcal — маршрутом Т3.

## Подвижной состав
На сети Trambaix используется 19 идентичных низкопольных сочленённых трамваев Alstom Citadis 302.